# Рам Чаран Теджа
Конидела Рам Чаран Теджа (англ. Konidela Ram Charan Teja, телугу కొణిదెల రామ్ చరణ్ తేజ; род. 27 марта 1985 года) — индийский актёр, снимающийся в основном в фильмах на телугу.

## Семья
Рам Чаран родился 27 марта 1985 года в Мадрасе (ныне Ченнаи), столице штата Тамилнад. Его родители — известный актёр кино на телугу Чирандживи и его жена Сурекха. Помимо Рама в семье есть две дочери: Сушмита и Шриджа. Многие его родственники связаны с кино. Его дяди по отцу — актёры  Паван Кальян и Нагендра Бабу. Дядя по матери — продюсер Аллу Аравинд. Двоюродный брат — актёр Аллу Арджун.
1 декабря 2011 года состоялась помолвка актёра с его подругой детства — Упсаной Каминени, внучкой Пратапа Редди, председателя правления Apollo Hospitals. Традиционная индуистская свадебная церемония прошла 14 июня 2012 года.

## Карьера
Рам Чаран дебютировал в кино в 2007 году в фильме Пури Джаганнатха «Прыжок гепарда» вместе с Нехой Шарма. Фильм собрал хорошую кассу и стал хитом проката. Адитья Вардхан из Rediff.com похвалил его исполнение роли, написав «Рам Чаран представляется весьма перспективным. Танец и боевые сцены, кажется, его сильная сторона. Он также довольно изящен в танцевальных номерах». За свою работу актёр получил Filmfare Awards South за лучшую дебютную мужскую роль и специальный приз жюри Nandi Awards.
Его второй фильм «Великий воин» режиссёра С. С. Раджамули, вышедший в 2009 году, получил статус блокбастера и удерживал статус самого кассового фильма на телугу в течение трёх лет, вплоть до выхода «Путь к дому тёти». Рам Чаран сыграл главнокомандующего армией княжества Удайгхад, жившего в XVII веке, и его реинкарнацию, занятого поисками девушки, которую он любил в прошлой жизни. Критики оценили его навыки верховой езды и танца, однако отметили недостаток актёрских навыков при выражении эмоций. Это, однако, не помешало ему получить Filmfare Award за лучшую мужскую роль в фильме на телугу и специальный приз жюри Nandi Awards.
В следующем году он сыграл в фильме Бхаскара «Оранжевый цвет любви» в паре с Женелией де Соуза. Его герой здесь убеждён, что вечной любви не существует, и это убеждение затрудняет его отношения с любимой девушкой. Радхика Раджамани из Rediff.com написала, что актёр «играет роль со стилем, танцует с пылом и выполняет смертельный трюк, прыгая с парашютом, с уверенностью. Он выложился на полную, без сомнений». Затем он появился на экранах в 2012 году в фильме «Пари» Сампата Нанди вместе с Таманной Бхатия, сыграв парня, вызвавшегося влюбить в себя девушку, чтобы добыть деньги на лечение приёмного отца. Фильм получил смешанные отзывы критиков, но имел кассовый успех. Актёр получил за свою работу преимущественно положительные отзывы и был номинирован на Filmfare Awards South.
Рам Чаран вновь появился в двойной роли в фильме «Герой Калькутты» 2013 года режиссёра В.В. Винайяка вместе с Каджал Аггарвал и Амалой Пол. Он сыграл двух молодых людей, один из которых — беспечный программист из Хайдарабада, а другой — вставший на преступный путь борец за справедливость из Калькутты. Фильм имел кассовый успех и принёс актёру похвалы критиков, а также третью номинацию на Filmfare Awards South. В том же году Рам Чаран сыграл главную роль в фильме «Затянувшаяся расплата», ремейке одноимённого фильма 1973 года, снятом в двух версиях одновременно — на телугу и на хинди. Партнёршей актёра по фильму стала Приянка Чопра. Это был его первый опыт работы в Болливуде. Рам Чаран также впервые выступил в качестве закадрового исполнителя, спев песню «Mumbai Ke Hero» для версии фильма на телугу. К сожалению, фильм провалился в прокате, а исполнитель главной роли получил смешанные отзывы критиков.
В 2014 году актёр снялся в фильме Вамси Паидипалли «Кто он?», вновь исполнив две роли: Рама, одержимого местью за смерть возлюбленной, и Чарана, боровшегося против произвола бандитов. Фильм заработал в прокате статус «блокбастер» и вошёл в десятку самых кассовых фильмов Толливуда. Критики же были не в восторге как от фильма, так и от исполнителя главной роли. The Hindu написал: «Раму Чарану было достаточно двух минут, чтобы показать своё мастерство танцовщика, но когда дело дошло до актёрской игры, он не показал ничего». The Times of India также отметил, что «когда он не избивает людей или превосходно танцует, Рам Чаран легко продвигается через весь фильм с полутора выражениями на лице». Другим проектом актёра в этом году стала семейная драма Govindudu Andarivadele режиссёра Кришны Вамси, где его партнёршей снова была Каджал. Фильм имел кассовый успех и заработал более 400 млн рупий в первую неделю проката. Отзывы об игре Рама Чарана также были положительными.
Затем актёр подписался на съёмки в боевике Срину Вайтлы Bruce Lee в паре с Ракул Прит Сингх. Вышедший в октябре 2015 года, фильм получил смешанные отзывы критиков, однако выступление Рама Чарана заработало похвалы, особенно в части его танцевального мастерства. Пара ведущих актёров также снялась вместе в триллере Dhruva (2016) Сурендера Редди, ремейке тамильского фильма Thani Oruvan. Фильм стал хитом, а The Times of India написал: «Как актер, Рам Чаран впечатляет во всех сценах, которые требовали высоких эмоций. А что касается сцен, где он должен был возвыситься как герой, они не разочаруют его фанатов».
Вышедший в начале 2018 года, Rangasthalam Сукумара, действие которого происходит в индийской деревне в 1985 году, стал третьим по кассовым сборам среди фильмов на телугу, ступив только двум частям «Бахубали». Следующий фильм Рам Чарана — Vinaya Vidheya Rama режиссёра  Бояпати Срину — провалился в прокате. После этого актёр приступил к съёмкам в байопике RRR: Рядом ревёт революция, где он сыграл борца за независимость Индии Аллури Ситарама Раджу.

## Фильмография

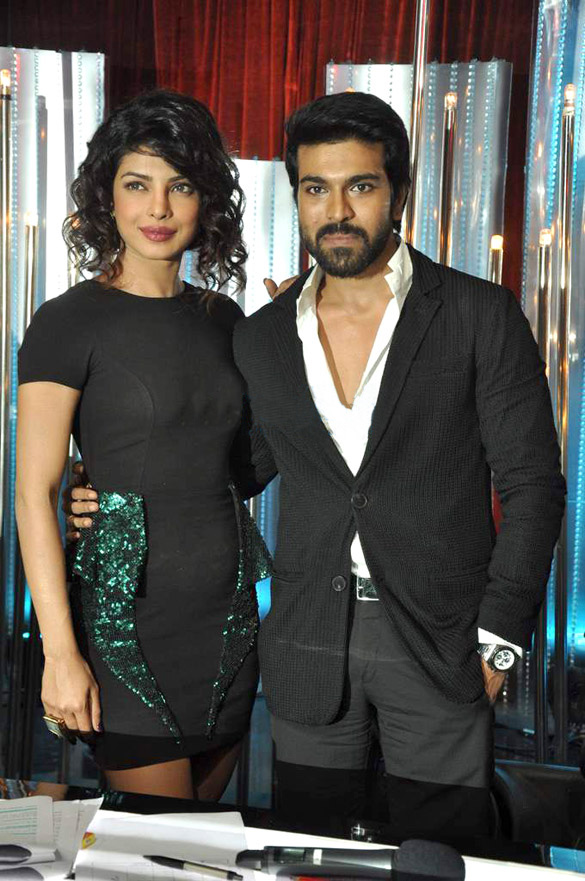
Приянка Чопра и Рам Чаран

| Год  |   | Русское название                      | Оригинальное название                        | Роль                    |
| ---- | - | ------------------------------------- | -------------------------------------------- | ----------------------- |
| 2007 | ф | Прыжок гепарда                        | చిరుత (Chirutha)                               | Чаран                   |
| 2009 | ф | Великий воин                          | మగధీర (Magadheera)                            | Харша / Кала Бхайрава   |
| 2010 | ф | Оранжевый цвет любви                  | ఆరెంజ (Orange)                                 | Рам                     |
| 2012 | ф | Пари на любовь                        | రచ్చ (Racha)                                  | Раджу                   |
| 2013 | ф | Герой Калькутты                       | నాయక్ (Naayak)                                 | Черри и Сиддхарт Наяк   |
| 2013 | ф | Затянувшаяся расплата                 | ज़ंजीर (Zanjeer) (хинди) / తుఫాన (Thoofan) (тел.) | инспектор Виджай Кханна |
| 2014 | ф | Кто он? / Доброволец                  | ఎవడు (Yevadu)                                 | Сатья / Рам и Чаран     |
| 2014 | ф | Благодетель / Бог Говинда среди людей | గోవిందుడు అందరివాడేలే (Govindudu Andarivadele)         | Абхирам                 |
| 2015 | ф | Брюс Ли — Боец                        | బ్రూస్ లీ - ద ఫైటర్ (Bruce Lee — The Fighter)      | Картик / Брюс Ли        |
| 2016 | ф | Дхрува                                | ధ్రువ (Dhruva)                                 | полицейский Дхрува      |
| 2017 | ф | Заключённый                           | Khaidi No. 150                               | камео                   |
| 2018 | ф | Жизнь — театр                         | రంగస్థలం (Rangasthalam)                         | Читти Бабу              |
| 2019 | ф | Видение Рама                          | Vinaya Vidheya Rama                          | Рам                     |
| 2022 | ф | RRR: Рядом ревёт революция            | రౌద్రం రణం రుధిరం (RRR)                             | Аллури Ситарама Раджу   |

## Награды
- 2008 — Filmfare Award South за лучшую дебютную мужскую роль — «Прыжок гепарда»[7]
- 2008 — Специальный приз жюри Nandi Awards — «Прыжок гепарда»[8]
- 2008 — CineMAA Award за лучшую дебютную мужскую роль — «Прыжок гепарда»[41]
- 2010 — Filmfare Award за лучшую мужскую роль в фильме на телугу — «Великий воин»[12]
- 2010 — Santosham Award за лучшую мужскую роль — «Великий воин»[42]
- 2010 — CineMAA Award за лучшую мужскую роль — «Великий воин»[43]
- 2010 — Специальный приз жюри Nandi Awards — «Великий воин»[13]
- 2013 — номинация Filmfare Award за лучшую мужскую роль в фильме на телугу — «Пари»[18]
- 2014 — номинация SIIMA Award за лучшую мужскую роль в фильме на телугу — «Герой Калькутты»[44]
- 2014 — номинация Filmfare Award за лучшую мужскую роль в фильме на телугу — «Герой Калькутты»[23]